# Benjamin Harrison Freedman
Benjamin Harrison Freedman (New York, 4 ottobre 1890 – maggio 1984) è stato un politico statunitense.
Era di confessione ebrea ashkenazita poi convertitosi al cristianesimo. Divenne un acceso polemista critico del giudaismo e del sionismo. Tenne molte conferenze e discorsi e scrisse anche alcuni articoli su questo tema.

## Biografia
Freedman fu l'assistente di Bernard Baruch nella campagna presidenziale del 1912. Egli assicurava i collegamenti tra Rolla Wells che era il governatore della Federal Reserve di St.Louis e Henry Morgenthau Sr. Fu spesso presente a riunioni con il futuro presidente degli Stati Uniti Woodrow Wilson nel seno del Comitato Democratico Nazionale dove conobbe anche Samuel Untermyer. Fu presente assieme a altri centodiciassette ebrei sionisti guidati da Bernard Baruch alla conferenza di Versailles che portò al trattato di Versailles, nel quale vennero concretizzati gli impegni presi dagli inglesi due anni prima nella Dichiarazione Balfour.
Tra le sue relazioni si possono annoverare: Franklin Roosevelt, Joseph Kennedy e il figlio John F. come altre persone molto influenti degli Stati Uniti di quegli anni, H.L.Hunt e figlio e Nelson Bunker. Negli anni venti collaborò alla gestione di un istituto democratico e fu il principale azionista della società Woodbury. Questo gli assicurò una discreta fortuna personale, con la quale nel 1946 poté fondare con un patrimonio di cinque milioni di dollari la Lega per la pace e la giustizia in Palestina.